# 2016年秘鲁APEC峰会
亚太经合组织（APEC）第二十四次领导人非正式会议于2016年11月19日至20日在秘鲁首都利马举行。
本次会议以“高质量增长和人类发展”为主题，成员国间就亚太区域的制度性经济合作展开深入讨论。

## 探讨议题
2016年亚太经合组织峰会讨论了四个重点领域。这些都是有关于人力资本开发、中小企业升级、区域粮食市场和区域经济一体化的议题。这些议题是在上次菲律宾亚太经合组织峰会讨论的基础上选定的。

## 议程

### 经济首长会议
经济首长会议于2016年11月19日至20日在利马的利马会议中心举行。

### 会议开幕
在这次经济领导人会议之前，韩国总统朴槿惠以出席会议解决朝鲜核计划等本国问题为由，决定不出席会议。泰国总理普密蓬·阿杜德国王的去世和哀悼。朴槿惠由总理黄教安代表，虽然陈奥查由副总理普拉金·俊通代表出席，但印尼总统佐科·维多多也连续第二次没有出席峰会，由副总统朱苏夫·卡拉接任；两人一致认为，威多多只会参加规模更大的全球会议，而卡拉将参加亚太经合组织等较小的区域性会议。
会议开幕式由秘鲁总统主持。中国国家主席习近平发表了题为《深化伙伴关系增强发展动力》的主旨演讲。习近平用四个关键词为促进亚太和世界的经济发展提出了“中国方案”：“一体化”“互联互通”“创新”与“合作”。

### 会议闭幕
2016年亚太经合组织部会议于当地时间18日在秘鲁首都利马闭幕。会议发表了《APEC会议联合声明》，会议发表了《APEC部长级会议联合声明》。

## 会议结果
会议主要确定了APEC作为亚太自贸区建设的主要手段。同时通过了主要的纲领性文件，各成员国发表了《亚太自贸区利马宣言》、《APEC互联互通蓝图（2015－2025）》、《第二期供应链框架行动计划（2017－2020）》、《APEC服务业竞争力路线图》等重要文件，加强“一带一路”倡议同有关各方发展战略及合作倡议对接，奠定了各成员国互信、包容、合作、共赢应作为建立亚太伙伴关系的基础。